# Greg Fasala
Gregory John "Greg" Fasala, född 10 maj 1965 i Victoria, är en australisk före detta simmare.
Fasala blev olympisk silvermedaljör på 4 x 100 meter frisim vid sommarspelen 1984 i Los Angeles.